# August Georg zu Leiningen-Westerburg-Neuleiningen

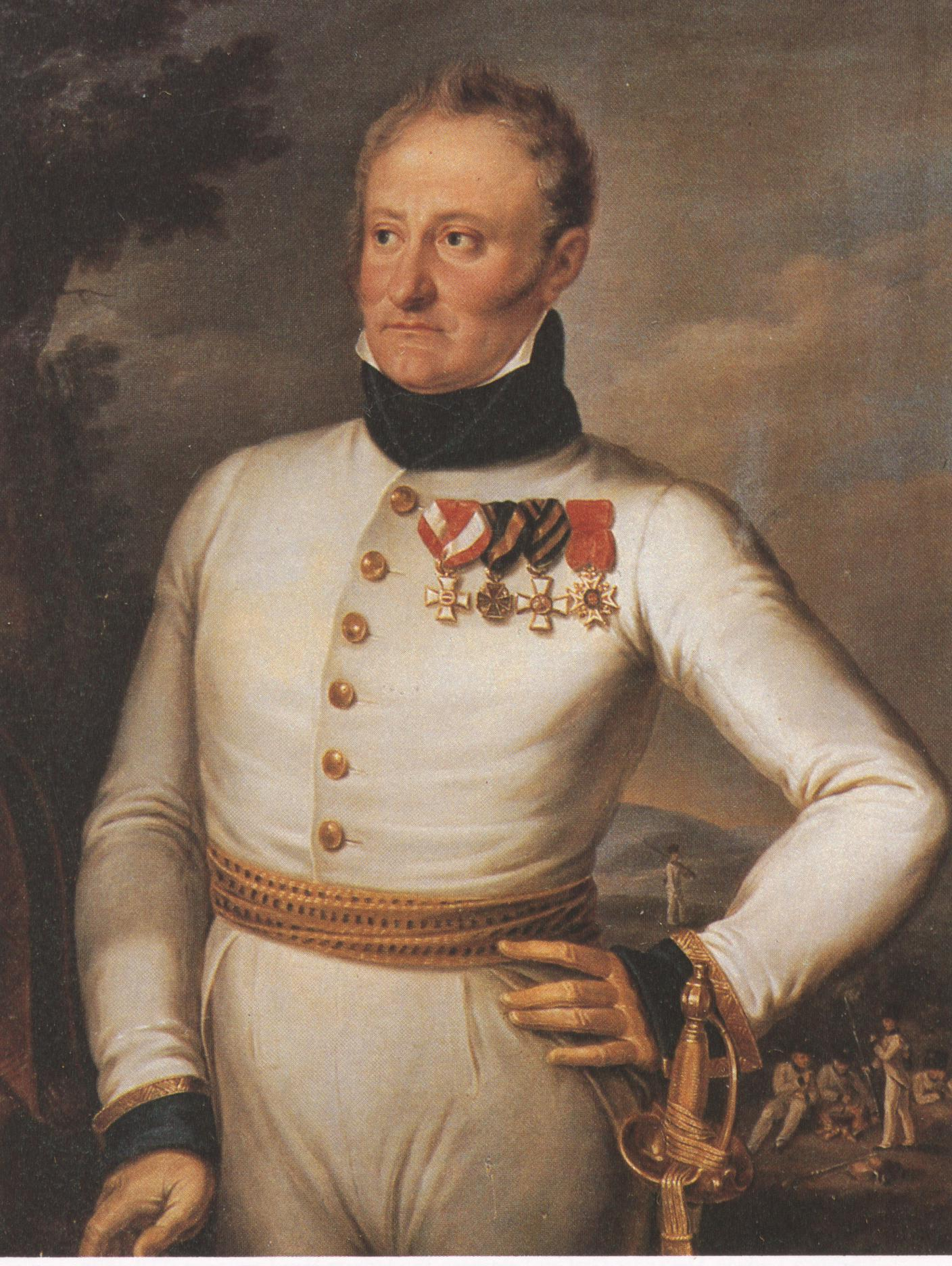
Graf August Georg zu Leiningen-Westerburg um 1810, als österreichischer Offizier und Ritter des Maria-Theresien-Ordens (ganz links auf der Ordensspange)

August Georg Graf zu Leiningen-Westerburg-Neuleiningen (Taufname August Georg Gustav; * 19. Februar 1770 in Grünstadt, Pfalz; † 9. Oktober 1849 in Wien) war ein österreichisch-ungarischer Feldmarschallleutnant, Ritter des Militär-Maria-Theresien-Ordens (höchster österreichischer Tapferkeitsorden) und Vize-Gouverneur der Bundesfestung Mainz.

## Leben

### Familie

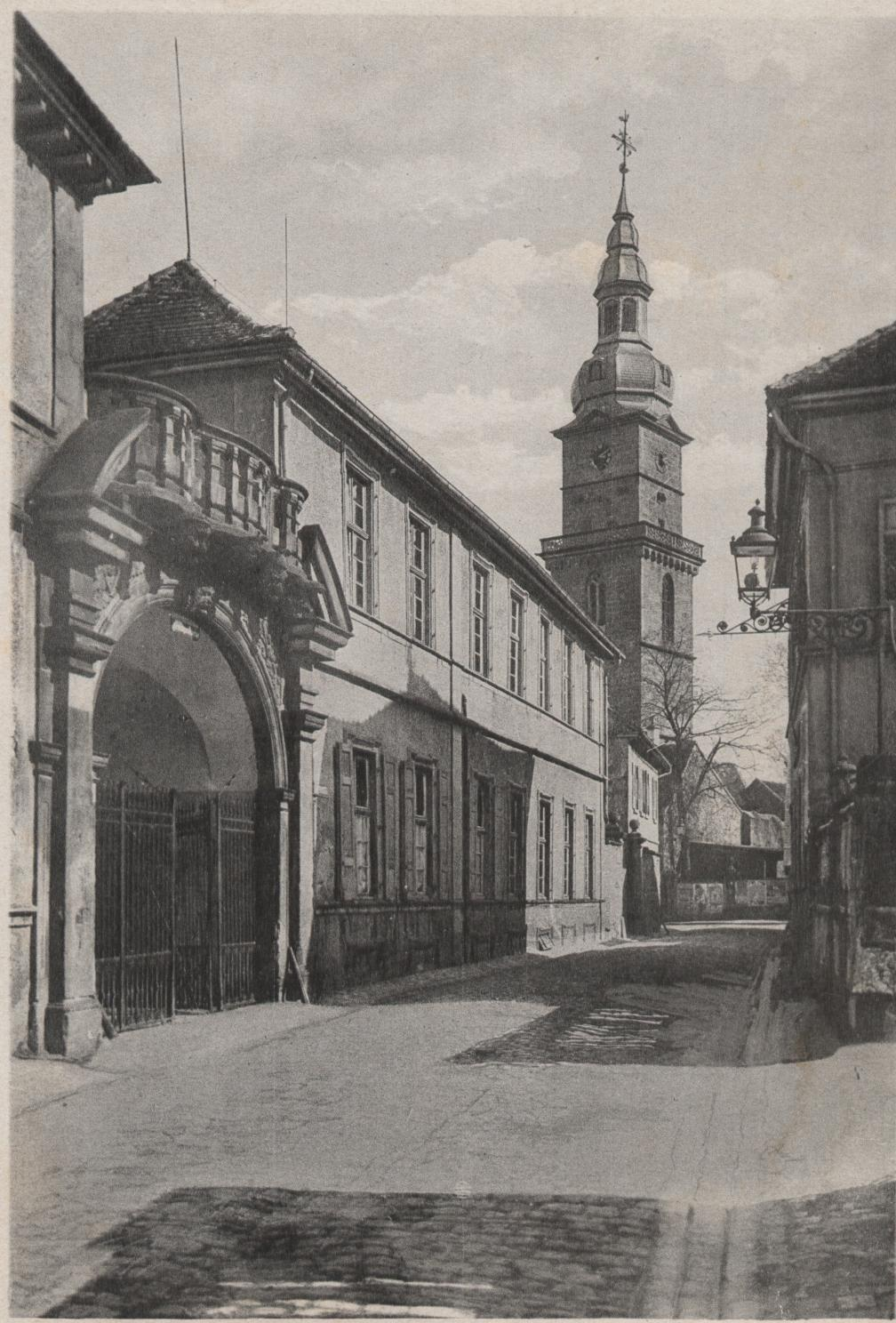
Schloss „Oberhof“ in Grünstadt, ca. 1910; Geburts- und Wohnhaus von Graf August Georg zu Leiningen-Westerburg-Neuleiningen

August Georg wurde als Spross des pfälzischen Adelsgeschlechtes Leiningen in dessen Residenz Grünstadt geboren. Dort besaß sowohl der Altleininger Zweig als auch der Neuleininger Zweig des Grafenhauses Leiningen-Westerburg je ein Schloss in unmittelbarer Nachbarschaft zueinander und sie übten auch abwechselnd die Regierungsgewalt in dem kleinen Ländchen aus. August Georg ist, als Angehöriger der Neuleininger Linie des Hauses, im Schloss „Oberhof“ (heute Neugasse 2) geboren und aufgewachsen. Seine Eltern waren Graf Carl II. Gustav Reinhard Woldemar zu Leiningen-Westerburg-Neuleiningen (1747–1798) und dessen Gattin Philippine Auguste, Wild- und Rheingräfin zu Salm, aus Grumbach (1737–1792).

### Jugend und fremde Soldatendienste

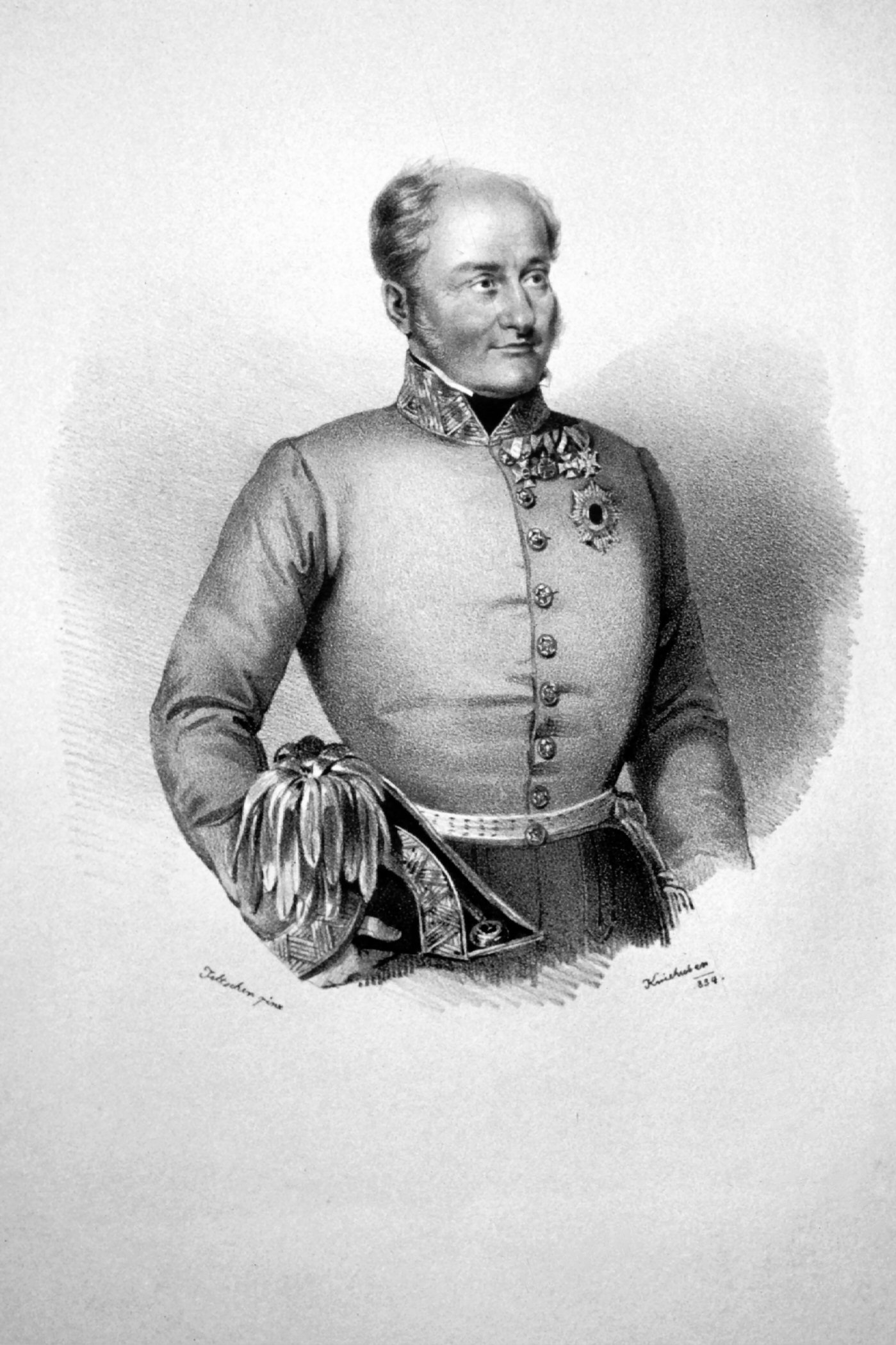
August Georg zu Leiningen-Westerburg, Lithographie von Josef Kriehuber, 1834

Als nachgeborener Sohn des regierenden Grafen sollte Graf August Georg eine militärische Karriere einschlagen; sein älterer Bruder Ferdinand Karl III. folgte dem 1798 verstorbenen Vater als regierender Graf nach, konnte aber die Herrschaft praktisch nicht mehr ausüben, da die Grafschaft Leiningen ab 1797 französisch besetzt war und von 1801 bis 1815 als Teil des Departements du Mont-Tonnerre auch formell zu Frankreich gehörte. Danach wurde der Kleinstaat nicht wieder restauriert und ging im Pfalzkreis des Königreichs Bayern auf.
Graf August Georg trat 1785 zunächst in niederländische Kriegsdienste und blieb dort bis 1787. Von 1789 bis 1791 diente er in der französischen Armee, die er schließlich wegen der sich im Lande steigernden Revolution verließ.

### Österreichischer Offizier

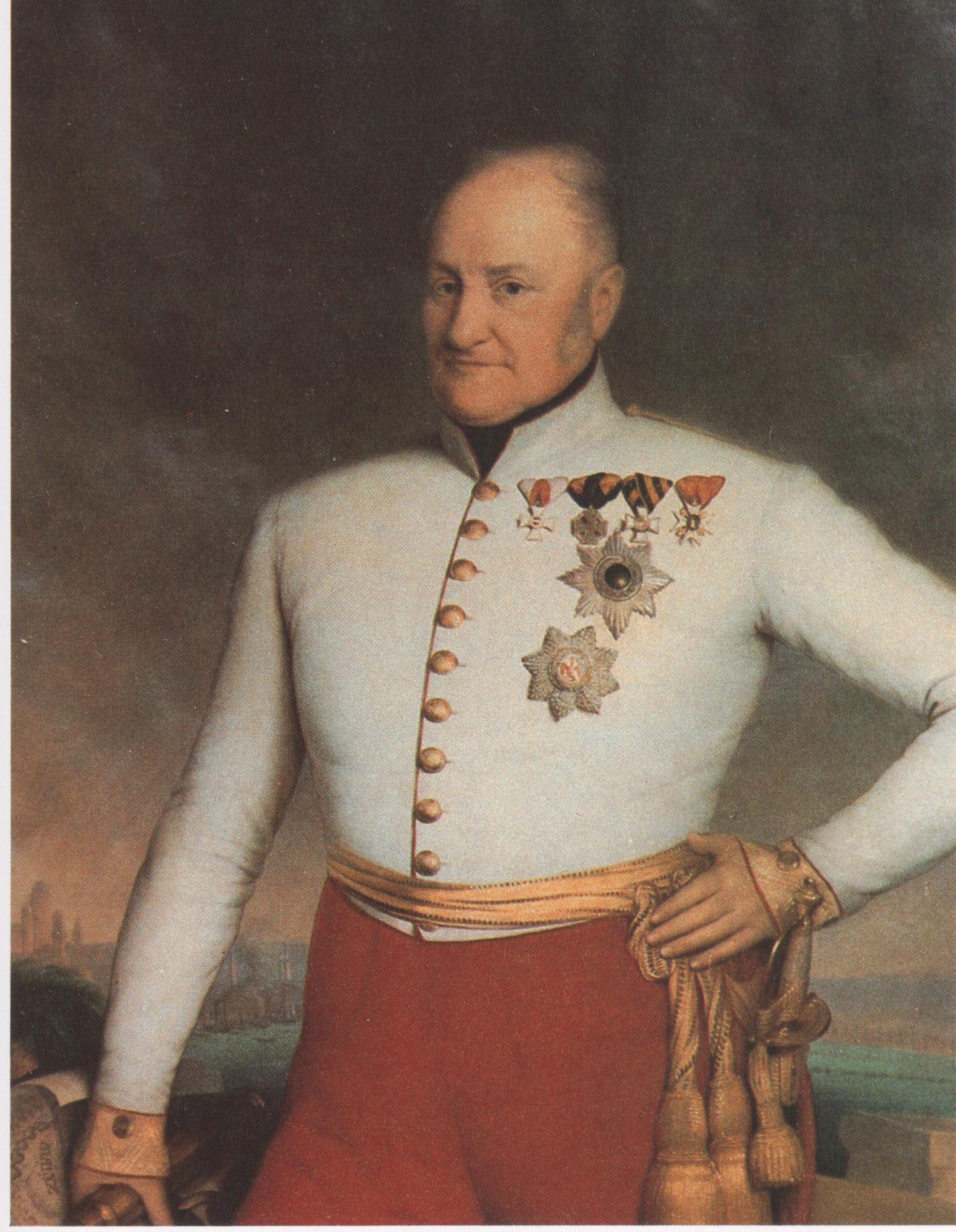
Graf August Georg zu Leiningen um 1840, als Vize-Gouverneur von Mainz; gemalt vom ortsansässigen Künstler Eduard von Heuss. Ganz links ist ein Festungsplan mit der Aufschrift „MAINZ“ und dahinter der Mainzer Dom mit der nicht mehr existierenden Eisenkuppel von Georg Moller zu erkennen.

Graf Leiningen-Westerburg bewarb sich unmittelbar um eine Stelle in der österreichischen Armee, die er auch erhielt. 1792 begann er seine dortige Laufbahn als Kadett bei den Le Loup Jägern, im November des gleichen Jahres erhielt er die Ernennung zum Fähnrich in Clerfaits Infanterie Rgt. Nr. 9. Schon bald danach geriet er bei Kämpfen um die Festung Namur in französische Kriegsgefangenschaft und man brachte ihn als Geisel nach Frankreich. In Paris traf er mit seinem aus Grünstadt dorthin verschleppten Vater und seinem älteren Bruder, dem Erbgrafen zusammen. August Georg widersetzte und verschloss sich den Revolutionsideen vehement. Er konnte 1795, nach drei Jahren, zusammen mit dem Bruder entfliehen. Beide kamen nach abenteuerlicher Flucht in Grünstadt an, das sie von den Franzosen ausgeplündert vorfanden. Erbgraf Ferdinand Karl begab sich auf die familieneigene, rechtsrheinische Westerburg und führte von dort aus die Regierungsgeschäfte, Graf August Georg kehrte ins österreichische Heer zurück; der Vater erlangte zwar 1796 bei einem Gefangenenaustausch die Freiheit, verstarb aber schon 1798 auf der Westerburg.
August Georg zu Leiningen wurde nun als Leutnant im Infanterie-Regiment „Kallenberg“, Nr. 54 eingestellt und hielt sich schon in den folgenden Gefechten seiner Truppe, bei Andel (1797) und bei Schaffhausen (1799) so wacker, dass man ihn wegen seiner Tapferkeit ausdrücklich im Heeresbericht erwähnte. Als Hauptmann kämpfte Graf August Georg in der Schlacht von Ulm, wo er am 15. Oktober 1805 ohne jeglichen Befehl einen Gegenangriff ausführte, für den er mit Datum vom 28. Mai 1806 das Ritterkreuz des Militär-Maria-Theresien-Ordens erhielt, die höchste persönliche Tapferkeitsauszeichnung im Habsburgerreich. Die Franzosen hatten vom Michelsberg herunter angegriffen und versuchten durch das „Frauentor“ nach Ulm einzudringen, als Graf Leiningen mit seinen Männern einen Flankenangriff ausführte und die Feinde an dieser Stelle unerwartet zum Rückzug zwang. Diese erlitten herbe Verluste an Mannschaften, Offizieren und Geschützen; Leiningen nahm zudem im Zweikampf persönlich einen französischen Stabsoffizier gefangen. Außer dem hohen Orden erhielt der Pfälzer dafür seine Beförderung zum Major im 11. Infanterie-Regiment. Auch 1809 in der Schlacht bei Aspern und der Schlacht bei Wagram sowie besonders bei Znaim, wo er im prasselnden Regen, der die Benutzung von Feuerwaffen unmöglich machte, mit einem scharfen Bajonettangriff den Feind über die Thaya drängte, festigte Leiningen seinen Ruf als einer der tapfersten und verwegensten Offiziere der österreichischen Armee. Den Bajonettangriff Graf Leiningens bei Znaim hat der Historienmaler Fritz L’Allemand 1845 in einem Gemälde verewigt.
Als sich Österreich mit den anderen deutschen Staaten 1813 gegen Kaiser Napoleon erhob, kämpfte Graf August Georg zu Leiningen-Westerburg wieder aktiv in der österreichischen Armee. Als Oberst führte er das 11. Infanterie-Regiment in die Schlacht von Dresden, wo am 27. August 1813 seine Einheit umzingelt wurde und Graf Leiningen in einem kühnen Ritt der drohenden Gefangenschaft entkam, die ihn als „entflohenem Bürger“ aus den nunmehr französischen Gebieten der Pfalz möglicherweise das Leben gekostet hätte. Bei der Flucht rettete er beide Fahnen seines Regimentes und es kam zwischen ihm und seinen Verfolgern zu einem Pistolenkampf. Auch an den weiteren Militäraktionen der Befreiungskriege hatte der Graf ehrenvollen Anteil. 1814 schloss er in Südfrankreich die drei Forts Château de Joux, St. André und Pierre Chatel ein und erzwang die Übergabe. Nach dem Pariser Frieden verblieb Graf Leiningen bei der Besatzungsarmee in Frankreich, bis 1815 bei der Hauptarmee und im Armeelager zu Dijon, danach bis 1818 im Elsass.
In der folgenden Friedenszeit setzte sich der militärische Aufstieg des Grünstadter Offiziers rasch fort. 1821 avancierte er zum Generalmajor und ging als Brigadekommandeur nach Görz, 1829 wurde er Inhaber des Österreichischen Infanterie-Regiments Nr. 31 und wechselte 1830 in der gleichen Amtsstellung als Brigadekommandeur nach Mainz. 1832 erhielt Graf zu Leiningen die Beförderung zum Feldmarschallleutnant und wirkte nacheinander als Befehlshaber der Garnisonen von Graz, von Laibach und von Innsbruck, bevor er 1839 Kommandant der österreichischen Besatzung der Bundesfestung Mainz wurde, wobei er gleichfalls das Amt des Vizegouverneurs der gesamten Festung versah.

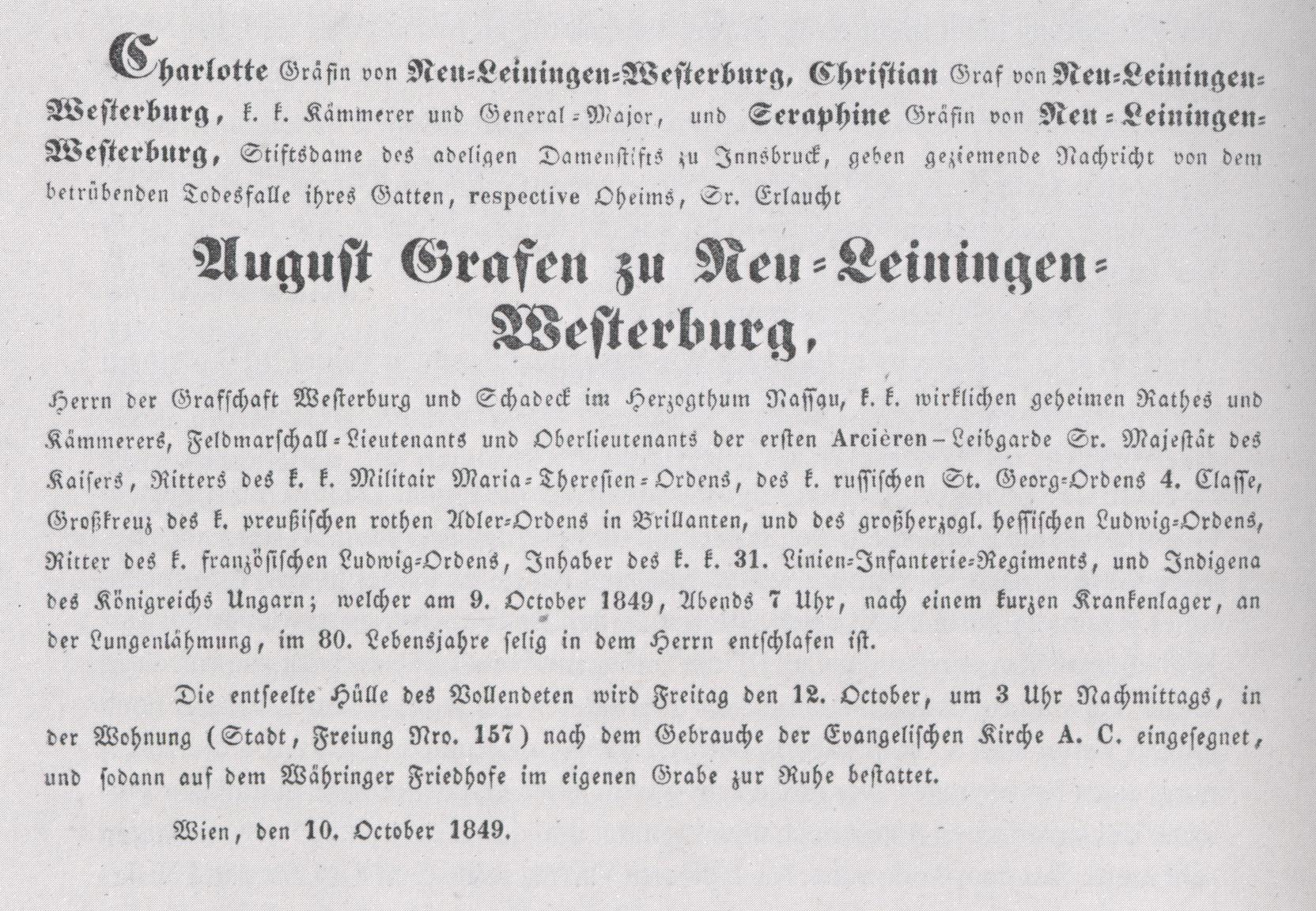
Todesanzeige des Grafen August Georg zu Leiningen-Westerburg-Neuleiningen

Vom Kaiser noch ehrenhalber zum Oberleutnant der Acierenleibgarde und zum Kammerherrn erhoben, verstarb Graf August Georg zu Leiningen-Westerburg 1849 in Wien, im 79. Lebensjahr und nach 58-jähriger Dienstzeit für das Haus Habsburg. Als Todesursache wird eine „Lungenlähmung nach kurzer Krankheit“ genannt. Der Offizier wurde auf dem Währinger Friedhof, dem heutigen „Währinger Schubertpark“ beigesetzt, wo sich zu jener Zeit auch die Gräber Beethovens und Schuberts befanden. Er war verheiratet mit Charlotte Sophie Scholz von Schmettau (1790–1860); die Ehe blieb kinderlos.
Obwohl die Leininger, wie viele andere deutsche Kleinfürsten ihre tatsächlichen Herrschaften verloren, blieben sie dennoch als Standesherren – ohne Regierungsgewalt – den regierenden Fürsten nahezu gleichgestellt und genossen Sonderprivilegien. Graf August Georg hatte seinen 1813 kinderlos verstorbenen Bruder Ferdinand Karl III. beerbt und war in dessen Standesherrschaft eingetreten. Diese bestand jedoch nur noch im Umkreis der Westerburg, einem der Familienstammsitze auf rechtsrheinischem Gebiet. Deshalb nannte er sich zusätzlich auch „Herr der Grafschaft Westerburg im Herzogtum Nassau“ und führte als Haupt einer ehemals reichsgräflichen Familie den Titel „Erlaucht“. Als solcher war er qua Verfassung Abgeordneter in der Herrenbank des Landtags des Herzogtums Nassau, konnte sich dort jedoch vertreten lassen, was er auch machte. Seine Vertreter im Landtag waren von 1831 bis 1832 Adolph von Nauendorf und von 1833 bis 1847 Robert von Canstein.
Das „Biographische Lexikon des Kaiserthums Österreich“, von Constantin von Wurzbach, Wien 1865, hält fest, dass die „Tapferkeit und Bravour“ von Graf August Georg zu Leiningen-Westerburg im österreichischen Heer geradezu „sprichwörtlich“ gewesen seien, außerdem habe er als einer der besten Schützen der ganzen Armee gegolten. Neben dem Maria-Theresien-Orden war Leiningen auch Inhaber des Preußischen Roten-Adler-Ordens (Großkreuz mit Brillanten), des Kaiserlich Russischen St. Georgs-Ordens IV. Klasse, sowie des Ritterkreuzes des Französischen und auch des Großherzoglich Hessischen Ludwigsordens.
Sein Regimentsadjutant, der spätere Feldmarschallleutnant Florian von Macchio fertigte ihm 1830 eine ca. 4 Meter lange und 2 Meter breite, kunstvolle Stammbaumtafel aus Leinwand, die sich heute im Museum Grünstadt befindet.
August Georgs Bruder Christian Ludwig zu Leiningen-Westerburg-Neuleiningen war ebenfalls österreichischer Offizier und wegen seiner Tapferkeit im Tiroler Volksaufstand 1809, Maria-Theresien-Ritter. Er und seine Frau verstarben jung. Die hinterlassenen Kinder Christian Franz Seraph (1812–1856) sowie Seraphine Franziska (1810–1874) kamen in die Obhut von Graf August Georg.